# Cesare Badiali
Cesare Badiali (Bolonya, 1805 - idm. 19 de novembre de 1865) fou un cantant d'òpera (baix-baríton) italià.
Debutà a Trieste el 1827, i després va recórrer els principals teatres d'Itàlia, i del 1831 al 1833, passant després a Madrid i Lisboa, retornant a Itàlia el 1833 per cantar després en els teatres italians de París, Londres i Amèrica, recollint ovacions arreu on actuava. El 1862 encara cantà a París el rol de Don Basilio del El barber de Sevilla, meravellant al públic la seva portentosa agilitat.
Poc abans de morir prengué part (1865) en la gran cantata que s'executà a Florència durant les festes de l'aniversari del Dante. Rossini va dir d'ell que era com el vi de Xipre, que quan més envelleix més val. Va pertànyer a l'Acadèmia de Santa Cecília de Roma i fou primer cantant de cambra de l'emperador d'Àustria.
Com a compositor publicà tres melodies: Il giuramento, L'Ombra i L'Addio à Nizza.